# Витратоміри змінного рівня
Витратоміри змінного рівня — реалізовують відому залежність витрати рідини через отвір витоку, розташований у дні посудини, від рівня рідини. Найбільше поширення отримали витратоміри з пульпозливом (рис.), де контрольоване середовище витікає з допоміжної посудини (витратомірний бак) через калібровану щілину. Це так звані щілинні витратоміри.